# Singularidad matemática

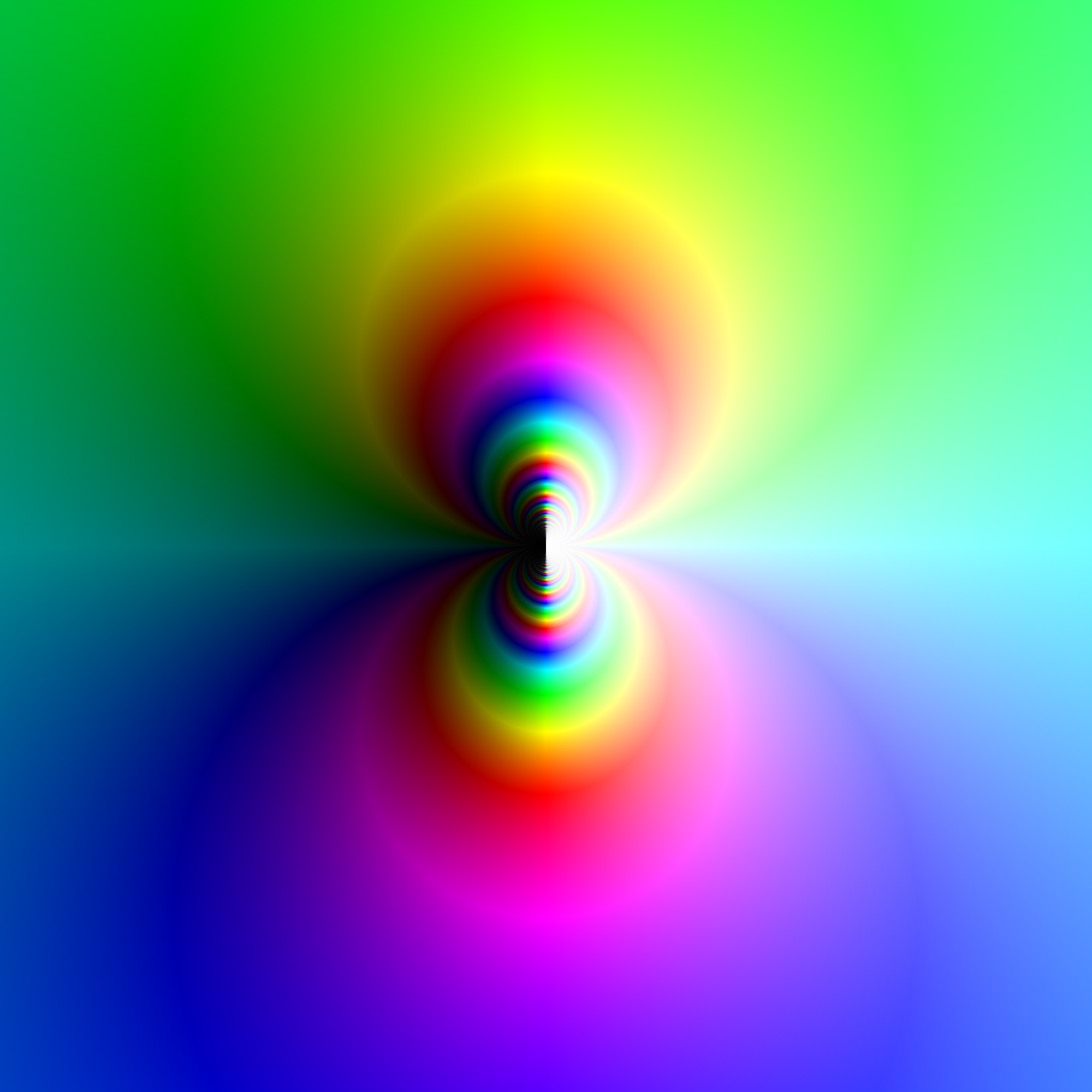
Representación cromática de la función compleja f(z)=exp(1/z). En la imagen se aprecia una singularidad esencial en el origen de coordenadas z=0

Dentro de la amplia variedad de funciones matemáticas existentes se encuentran algunas que presentan comportamientos extraños e inesperados cuando se le asignan determinados valores a la/s variable/s independiente/s. Dicho comportamiento se describe con el nombre de singularidad de la función.

## Explicación sencilla
En matemáticas se habla de singularidad en una situación en la que las reglas, por así decirlo, fallan. Una función bien definida da un resultado que no tiene sentido. Es fácil verlo  en algo tan básico como la división entre un número racional. Si dividimos una cantidad entre un número muy pequeño, el resultado es muy grande. Sin embargo, el resultado de dividir un número cualquiera entre cero no está nada claro. Por ejemplo: 40 / 0  = . . . . El resultado correcto sería un número que multiplicado por 0 diera cuarenta, y ese número evidentemente no existe, pues cualquier cantidad multiplicada por cero da cero. O sea, que esa operación tan sencilla no tiene resultado.

## Concepto intuitivo de continuidad
Intuitivamente se asocia la idea de continuidad de una función al hecho de no levantar el lápiz cuando se representa  la función. Las discontinuidades generalmente se clasifican en varios tipos, siendo las llamadas de salto uno de los tipos más frecuentes. Dentro de dicho tipo existen las discontinuidades de salto puntuales, en las que la función se desvía un único punto del camino más razonable; las discontinuidades de salto finito, en las cuales la función salta un valor y prosigue de forma continua a partir de ahí; y por último las discontinuidades de salto infinito, en las que la función alcanza un valor infinito. Estas últimas son las que reciben el nombre de singularidades.
Criterio de análisis de continuidad en funciones de una variable:
Una función {\displaystyle f\,} es continua en {\displaystyle x=c\,} si y sólo si:
1. {\displaystyle f(c)\,} está definido.
2. Existe el límite de {\displaystyle f(x)\,} cuando {\displaystyle x\,} tiende a {\displaystyle c\,}.
3. El límite de {\displaystyle f(x)\,} cuando {\displaystyle x\,} tiende a {\displaystyle c\,} coincide con {\displaystyle f(c)\,}.

## Funciones singulares
Existe una gran variedad de funciones elementales que contienen singularidades en sus dominios (aquí no debería decir sus dominios, porque justamente la singularidad se presenta en un punto que no pertenece a su dominio -ver 1/x cuya singularidad se presenta en x=0, punto no perteneciente a su dominio-). Una de las más comunes suele ser la hipérbola elemental {\displaystyle y(x)={\frac {1}{x}}\,}. Esta función posee una singularidad en el punto {\displaystyle x=0\,}, en dicho punto la función presenta un comportamiento asintótico que tiende al infinito. Dicha función pone de manifiesto la característica de que toda función racional cuyo denominador se anule presentará una singularidad en el punto en el que eso suceda. así pues la función {\displaystyle y(x)=(2x-8)/(4x-12)\,} presentará una singularidad en el punto {\displaystyle x=3\,}. Otras funciones que contienen singularidades son {\displaystyle y(x)=\log x\,} o {\displaystyle y(x)=\tan x\,}.

## Análisis de las singularidades
Normalmente las singularidades no pueden estudiarse empleando técnicas aritméticas elementales, ya que suelen implicar operaciones que son imposibles de realizar (por ejemplo, dividir entre cero). En lugar de eso, el método preferido para analizar el comportamiento de las funciones en sus singularidades es el paso al límite. Estudiando el límite de una función en su punto singular se puede obtener información valiosa de su comportamiento en ese punto. Como ejemplo comentar que nadie puede calcular que {\displaystyle y(x)=1/x} toma en el punto {\displaystyle x=0} el valor infinito, sin embargo, estudiando el valor que toma su límite en ese punto y analizando la tendencia de la función en las cercanías, es posible asegurarlo.

## Singularidades en variable compleja
Sea {\displaystyle z_{0}\in \mathbb {C} }, y una función {\displaystyle f:\mathbb {C} \longrightarrow \mathbb {C} } se dice que {\displaystyle f(z)} es singular en {\displaystyle z_{0}} si no es analítica en {\displaystyle z_{0}}.
Además, si {\displaystyle z_{0}} es una singularidad de {\displaystyle f(z)}, decimos que es una singularidad no aislada si 

{\displaystyle \forall r>0,\ \ \exists \ z_{1}\in \triangle _{0}(z_{0},r)/f(z)} es singular en {\displaystyle z_{1}}.

 Es decir, a una distancia arbitraria, se encuentra otra singularidad.
{\displaystyle z_{0}} es una singularidad aislada si no cumple con lo expresado anteriormente. Esto significa que puede tomarse cierta distancia alrededor del punto {\displaystyle z_{0}} en la cual este punto es la única singularidad.
Las singularidades aisladas pueden clasificarse en:
- Evitables: Puede definirse un valor tal que {\displaystyle f(z)} sea analítica en {\displaystyle z_{0}}.

- Polares: {\displaystyle f(z)} tiende a {\displaystyle \infty } al acercarse a {\displaystyle z_{0}}.

- Esenciales: El límite no existe, y aún más, la función toma valores por todo el plano complejo (excepto uno) en un entorno a {\displaystyle z_{0}} y lo hace infinitas veces.

Es posible estudiar el tipo de singularidad aislada, mediante el desarrollo de Laurent en la corona centrada en {\displaystyle z_{0}}. Si la serie principal (la de potencias negativas) tiene finitos términos, se trata de una singularidad polar, caso contrario, es esencial. Lógicamente se desprende, que si el desarrollo de Laurent se reduce a una serie de Taylor, la singularidad es evitable.

## Interpretación física de las singularidades
El estudio de las singularidades desde el punto de vista matemático se limita específicamente a resolver el problema de la función que no está definida en el punto de estudio.
Teorías tales como el electromagnetismo clásico de Maxwell contienen singularidades en sus ecuaciones básicas. En la teoría de Maxwell una de las singularidades más conocidas es la que predice un campo eléctrico infinito en el lugar donde se encuentra colocada una carga puntual. 
Una de las singularidades más famosas de la física es la que se encuentra en la solución de Schwarzschild de las ecuaciones de campo de la relatividad general, singularidad en el continuo espacio-tiempo que predice la existencia de agujeros negros.
Actualmente uno de los campos de discusión abiertos más apasionante de la física es aquel que pretende estudiar si hubo o no singularidad en el principio del universo y si la habrá en el final del mismo.